# Nils Malmros
Nils Sigurd Malmros (Aarhus, 1944. október 5. –) dán filmrendező. Az elmúlt három évtized egyik legjelentősebb dán rendezője.

## Pályafutása
Inspirációját elsősorban a francia új hullám és különösen Truffaut művészetéből merítette. Amatőr rendezőként kezdte pályafutását az En mærkelig kærlighed (1968) című filmmel, amely soha nem került forgalmazásba. Ezt követően a nagyrészt saját forrásokból forgatott Lars-Ole 5C (1973) hozott neki ismertséget, amelyben saját århusi gyermekéveiből merített. A kamaszkor fájdalmait és keserű válságait lefestő filmjei Dánia legfontosabb rendezői közé emelték. Kundskabens træ (1981) című filmjét sokan a legjobbnak tartják. A Barbara (1997) az első olyan filmje, amely egy irodalmi művön alapszik, és eltávolodik filmjeinek megszokott személyes vonatkozásaitól.

## Filmográfia
- En mærkelig kærlighed (1968)
- Lars-Ole, 5c (1973)
- Drenge (1977)
- Kammesjukjul (1978)
- Kundskabens træ (1981)
- Skønheden og udyret (1983)
- Århus by night (1989)
- Kærlighedens smerte (1992)
- Barbara (1997)
- At kende sandheden (2002)
- Kærestesorger (2009)

### Külső hivatkozások
- Profil, imdb (angol)